# USS LST-901
O USS LST-901 foi um navio de guerra norte-americano da classe LST que operou durante a Segunda Guerra Mundial.